# Lara González
Lara González Ortega (n. 22 februarie 1992, în Santa Pola) este o handbalistă din Spania care evoluează pe postul de intermediar stânga pentru clubul românesc CS Rapid București și echipa națională a Spaniei. Anterior ea jucat pentru clubul francez Paris 92.
González a evoluat pentru naționala de handbal feminin a Spaniei la Jocurile Olimpice de la Rio de Janeiro 2016, Tokyo 2020 și Paris 2024; Campionatele Mondiale din Serbia 2013, Danemarca 2015, Germania 2017, Japonia 2019, Spania 2021, Danemarca, Norvegia și Suedia 2023 și Campionatele Europene din Ungaria și Croația 2014, Suedia 2016, Franța 2018., Danemarca 2020. și Slovenia, Macedonia și Muntenegru 2022.
Lara González este medaliată cu argint la Campionatul European de Handbal Feminin din 2014 și la Campionatul Mondial de Handbal Feminin din 2019.
În ianuarie 2023 s-a anunțat că din vara lui 2023 Lara González va juca pentru echipa românească CS Rapid București.

## Palmares
- Campionatul Mondial:
  -  Medalie de argint: 2019

- Campionatul European:
  -  Medalie de argint: 2014

- Jocurile Mediteraneene
  -  Câștigătoare: 2018

- Liga Campionilor:
  - Grupe principale: 2015, 2017
  - Grupe: 2014, 2024

- Cupa Cupelor:
  - Optimi de finală: 2014

- Liga Europeană:
  - Turul 3: 2022

- Cupa EHF:
  -  Finalistă: 2013
  - Optimi de finală: 2016
  - Grupe: 2019
  - Turul 3: 2010, 2020

- Campionatul Franței:
  -  Câștigătoare: 2013, 2014
  -  Medalie de argint: 2015
  -  Medalie de bronz: 2021, 2022

- Cupa Franței:
  -  Câștigătoare: 2013, 2014, 2015

- Cupa Ligii Franceze de Handbal Feminin:
  -  Câștigătoare: 2014
  - Semifinalistă: 2014

- Cupa Danemarcei:
  -  Câștigătoare: 2017
  -  Medalie de bronz: 2018

- Supercupa Danemarcei:
  -  Finalistă: 2016

- Liga Națională:
  -  Medalie de argint: 2024

- Supercupa României:
  -  Medalie de argint: 2023

## Distincții individuale
- Intermediarul stânga al echipei ideale All-Star Team la Campionatul Mondial pentru Junioare: 2010;[33]

## Galerie de imagini

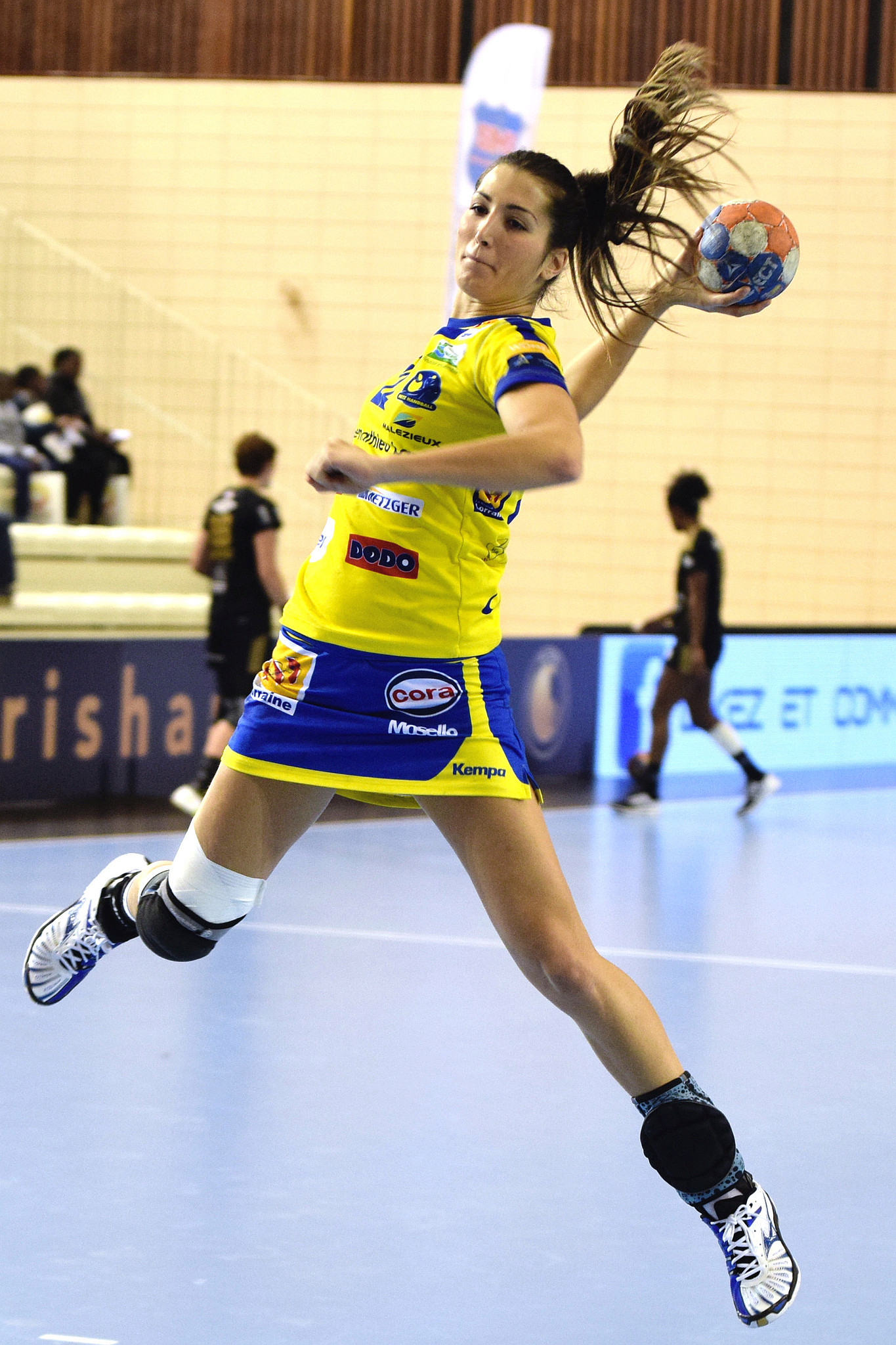
Lara González, 14 noiembrie 2014. González în timpul partidei dintre Issy Paris Hand și Metz Handball, desfășurată în Halle Carpentier din Paris.
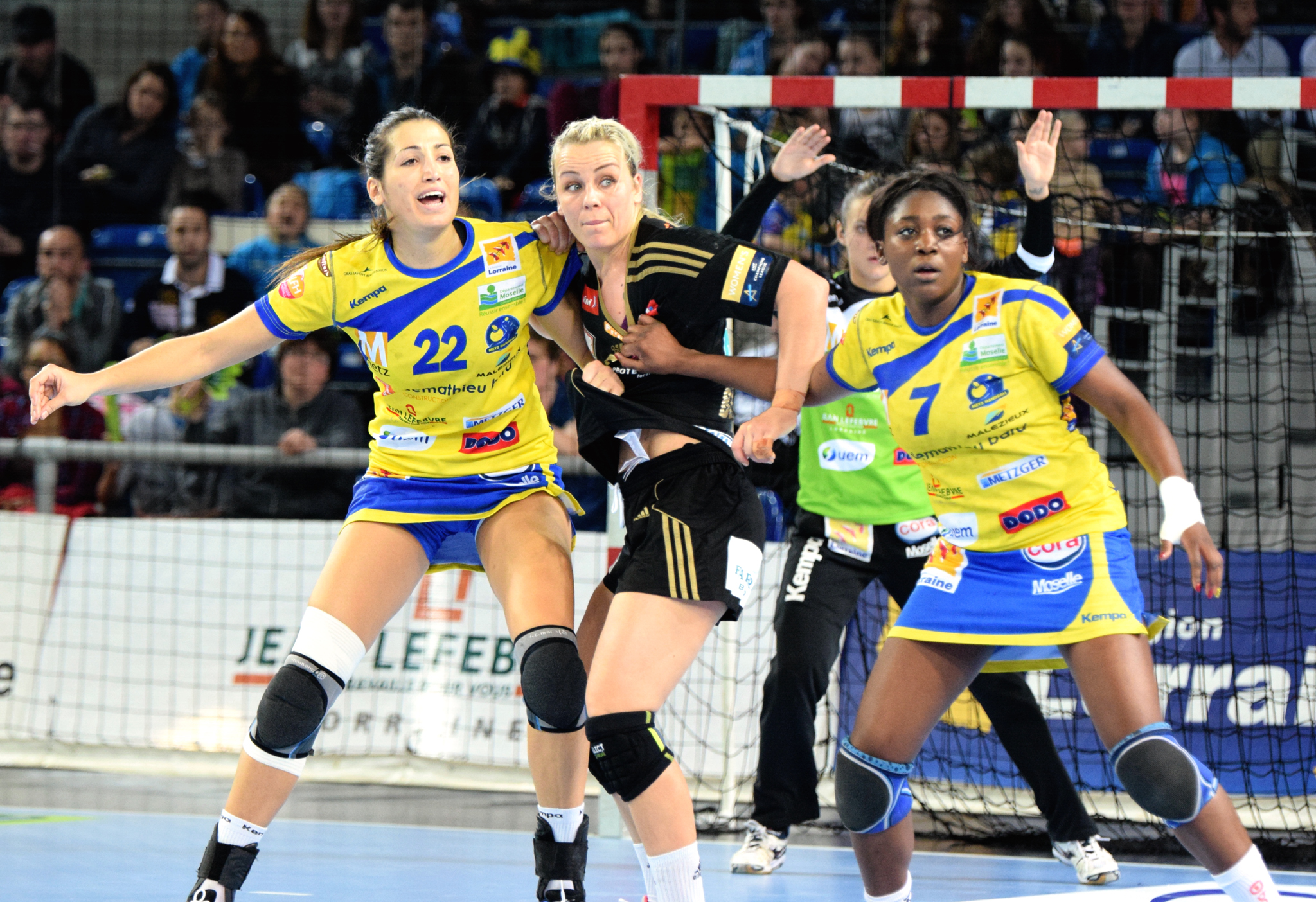
Lara González, 15 noiembrie 2014. González în timpul partidei dintre Metz Handball și Larvik HK, desfășurată în Arènes de Metz din Metz.
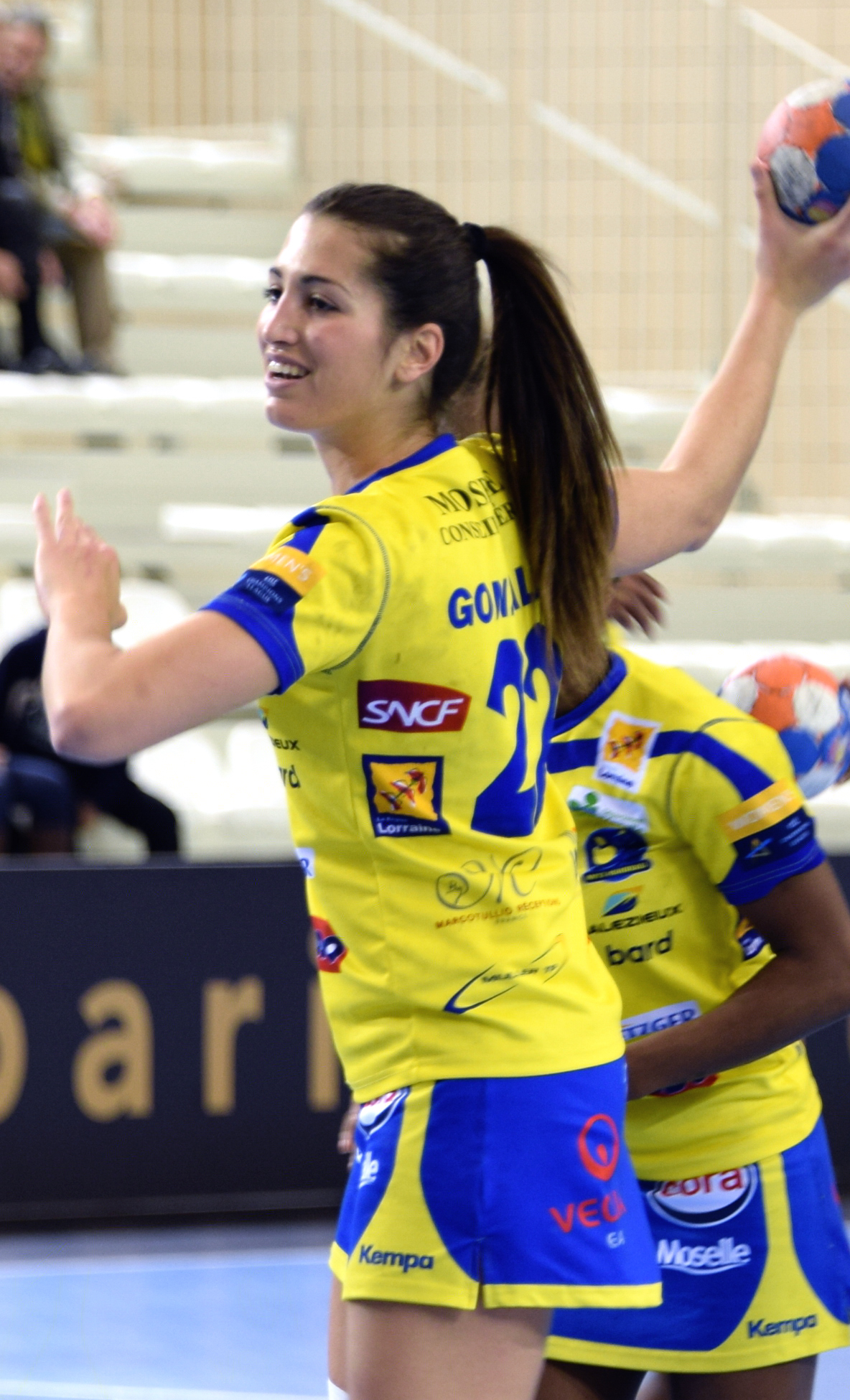
Lara González, 14 noiembrie 2014. González în timpul partidei dintre Issy Paris Hand și Metz Handball, desfășurată în Halle Carpentier din Paris.